# Stargate TCG
Stargate TCG is een ruilkaartspel gebaseerd op de sciencefictionfranchise Stargate, en dan met name de serie Stargate SG-1. Het spel is zowel online als klassiek uitgebracht in april 2007. Toekomstige uitbreidingspakketten zullen ook de serie Stargate Atlantis erbij betrekken.

## Gameplay
In het spel moeten spelers middels kaarten een team samenstellen van bekende personages uit de series, en ze op missies sturen. De personages kunnen “leren” van hun fouten en ervaringen, en vergroot zo hun vaardigheden. Er zijn drie manieren om het spel te winnen: ervaringspunten krijgen, glyphs verzamelen, of bondgenoten verkrijgen.

## Online gameplay
De onlineversie van het spel is identiek aan de standaardversie, en bevat dezelfde kaarten. De onlineversie biedt spelers echter wel een diversere groep aan tegenstanders om tegen te spelen. Er zijn ook online toernooien.

## Kaartsets

### Set 1: SG-1
De eerste set die is uitgebracht. Deze is gebaseerd op de serie Stargate SG-1, en bevat 292 kaarten. Een starterdeck bevat onder andere Jack O'Neill, Daniel Jackson, Samantha Carter, en Teal'c. Elk starterdeck bevatg 60 kaarten, waaronder vier teamkaarten. Boosterpacks bevatten extra personages, missies, wapens en andere hulpmiddelen. 

### Set 2: System Lords
Een tweede set van 292 kaarten. Deze kaarten zijn vooral gebaseerd op de systeemheren uit de serie, zoals  Ba'al,  Apophis, Osiris, en  Yu.

### Set 3: Rise of the Ori
Deze set zal de Ori introduceren in het spel.

### Set 4: Atlantis
Deze set zal de personages en missies uit Stargate Atlantis introduceren.